# Шаванак
Шаванак (фр. Chavanac) насеље је и општина у централној Француској у региону Лимузен, у департману Корез која припада префектури Исел.
По подацима из 2011. године у општини је живело 55 становника, а густина насељености је износила 5,58 становника/km². Општина се простире на површини од 9,85 km². Налази се на средњој надморској висини од 890 метара (максималној 952 m, а минималној 831 m).

## Демографија
| 1962. | 1968. | 1975. | 1982. | 1990. | 1999. | 2011. |
| ----- | ----- | ----- | ----- | ----- | ----- | ----- |
| 67    | 67    | 46    | 48    | 34    | 49    | 55    |

График промене броја становника у току последњих година